# Echeverien
Die Echeverien (Echeveria, Syn.: Courantia Lem., Oliveranthus Rose, Oliverella Rose, Urbinia Rose) sind eine Pflanzengattung aus der Familie der Dickblattgewächse (Crassulaceae).
Die Gattung trägt ihren Namen zur Erinnerung an den mexikanischen Pflanzenzeichner Atanasio Echeverría y Godoy. Er beteiligte sich an der spanischen „Real Expedición Botánica a la Nueva España“, die von 1786 bis 1803 die Flora Mittel- und Nordamerikas erforschte.

## Beschreibung
Echeverien sind meist immergrüne, mehrjährige, sukkulente Pflanzen, die mehr oder weniger dichte, stammlose oder am Ende von Trieben befindliche Blattrosetten bilden. Viele Arten bilden auch kleine Sträucher. Die Blätter sind dickfleischig. Die Stängel der Blütenstände werden seitlich in Blattachseln gebildet. Die Blütenstände haben fleischige Tragblätter und variieren von verzweigten Thyrsen bis einfachen Trauben mit allen Übergängen. Die radiärsymmetrischen, fünfzähligen Blüten sind rot, orange, rosa, seltener gelblich oder grün. Die Kelchblätter (Sepalen) und Kronblätter (Petalen) sind kantig bis gekielt und basal röhrig verwachsen; die Blütenhülle ist dadurch glocken- bis krugförmig.

## Verbreitung und Systematik
Die natürliche Heimat ist Texas, Mexiko, Mittelamerika und Südamerika, mit Ausnahme von Guayana, Brasilien, Uruguay, Paraguay und Chile. Besonders viele Arten gibt es in Mexiko.

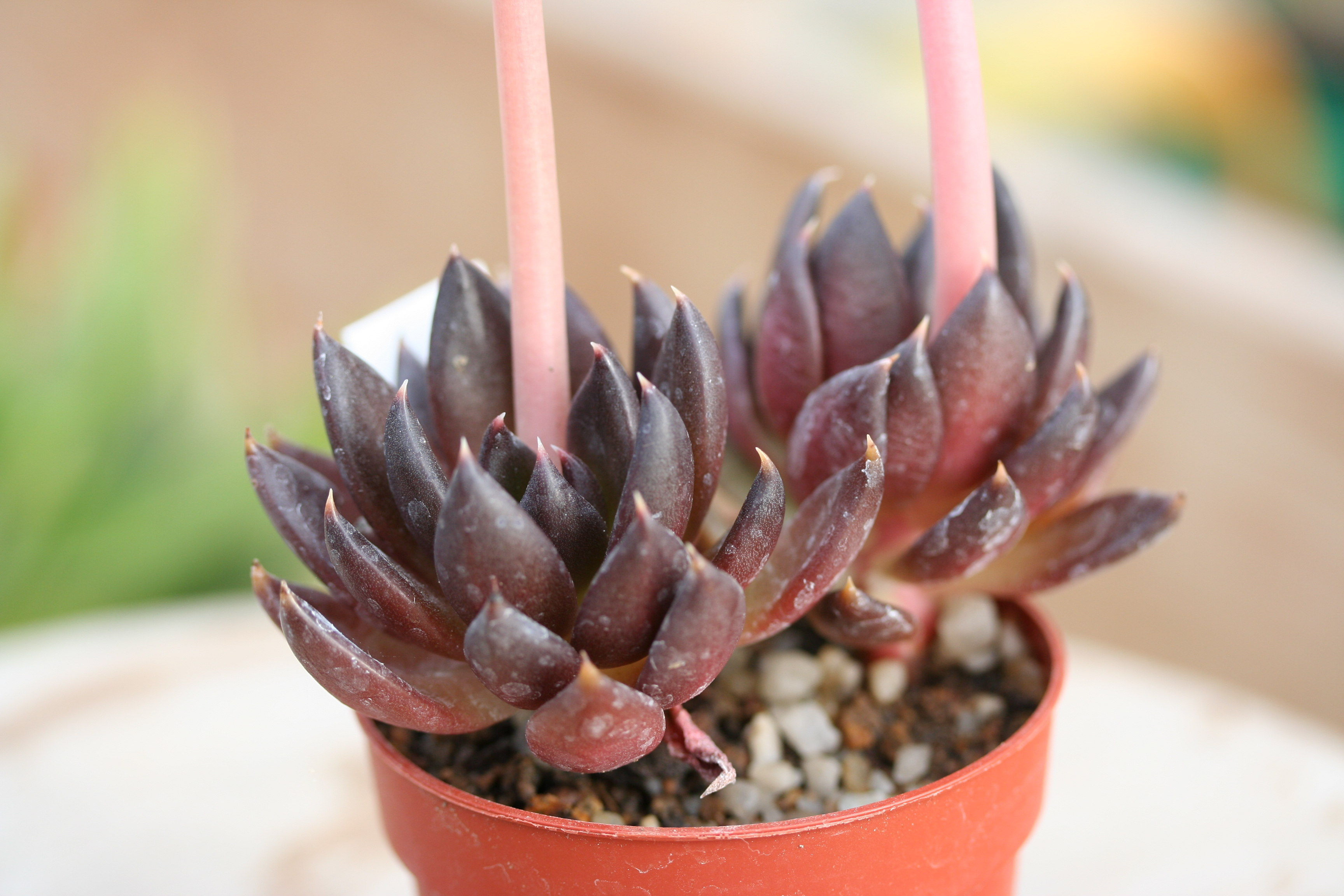
Echeveria affinis

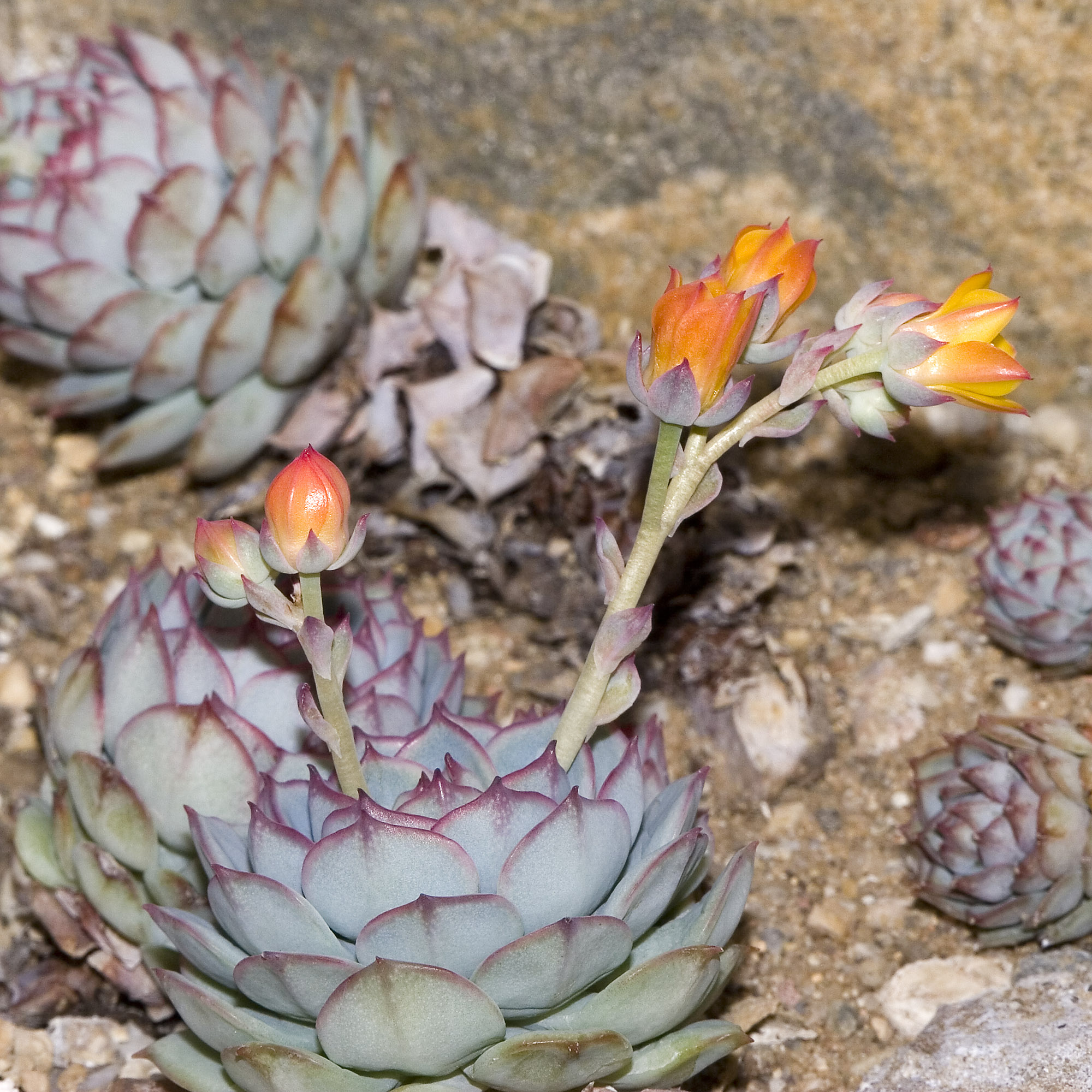
Echeveria derenbergii, Habitus, Blütenstand und Blüten

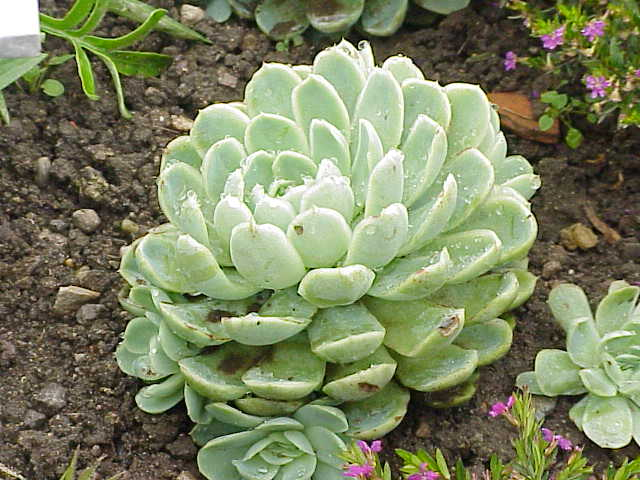
Echeveria elegans-Sorte, Rosette in zu feuchtem Gartenbeet

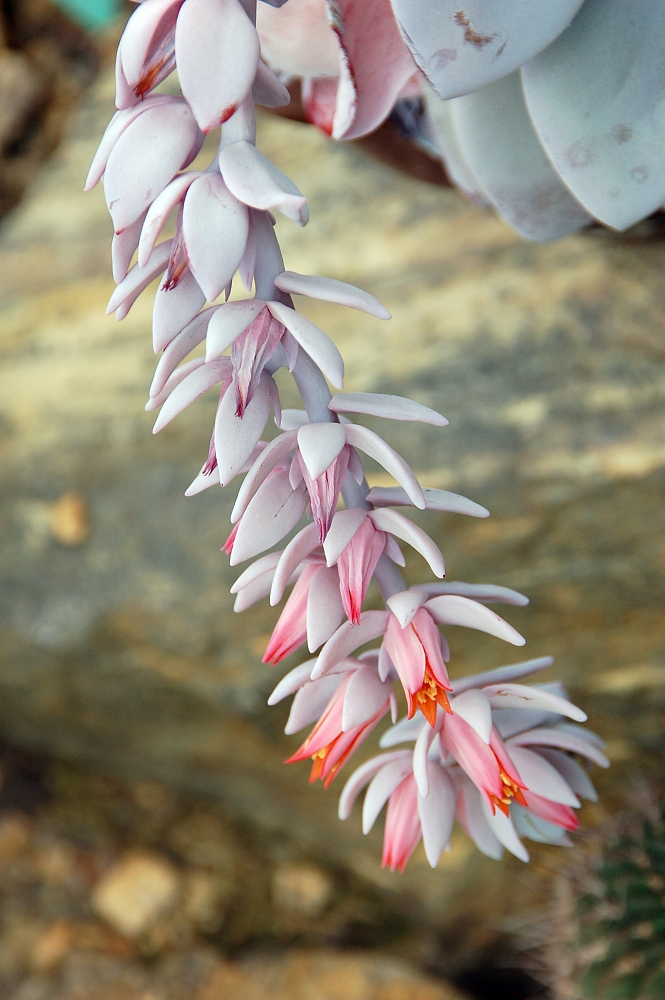
Echeveria laui

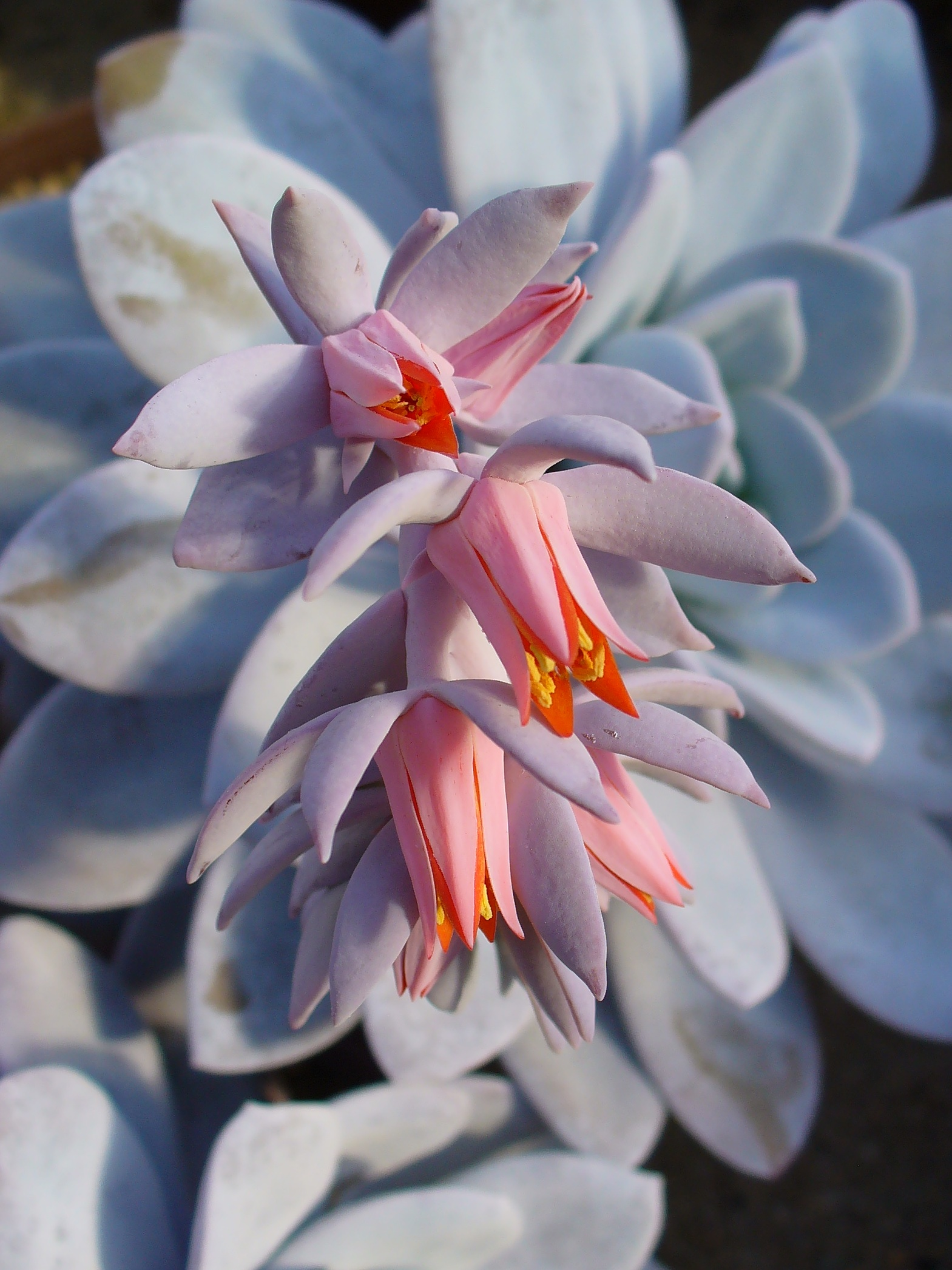
Echeveria laui

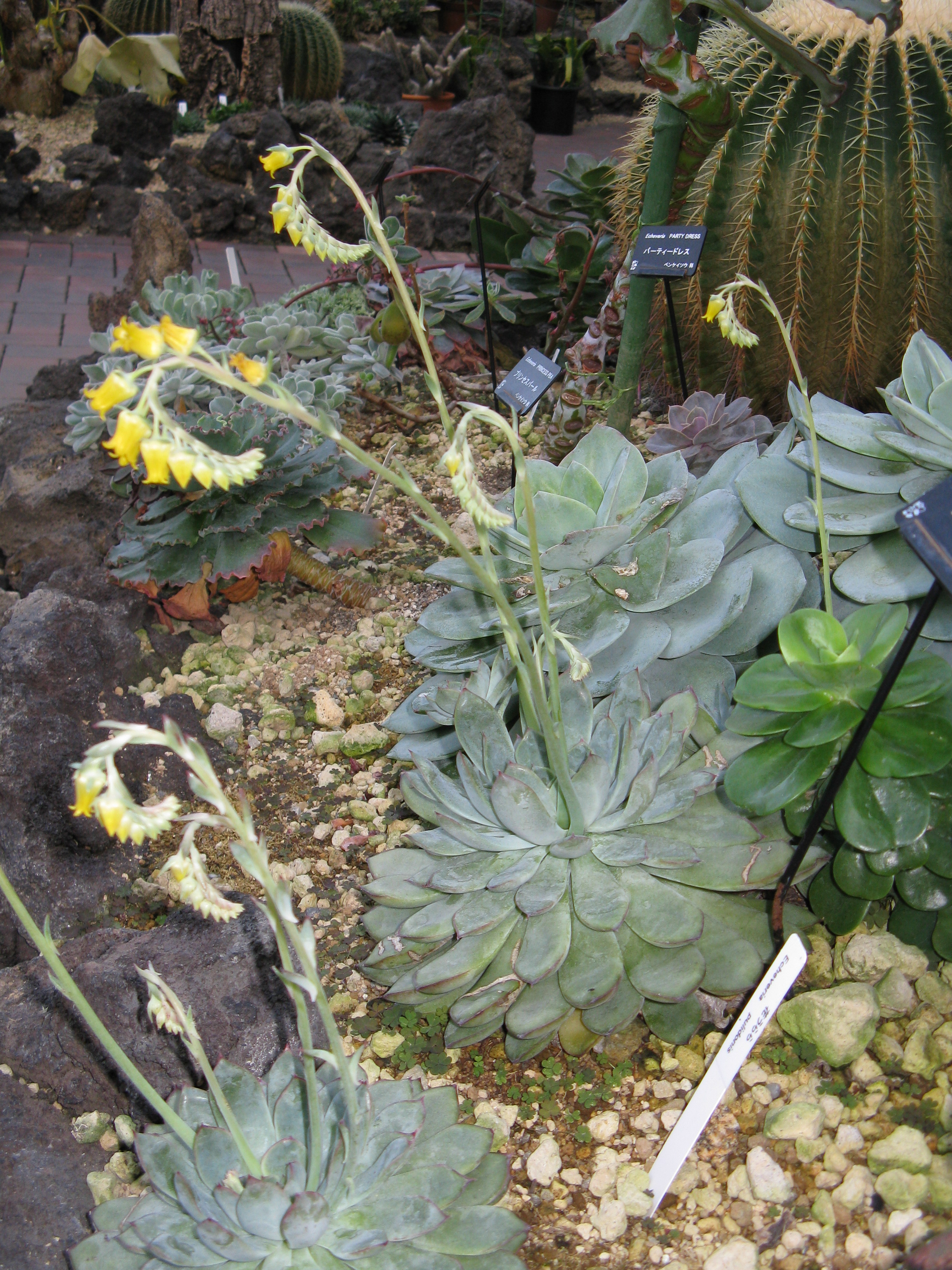
Echeveria pulidonis

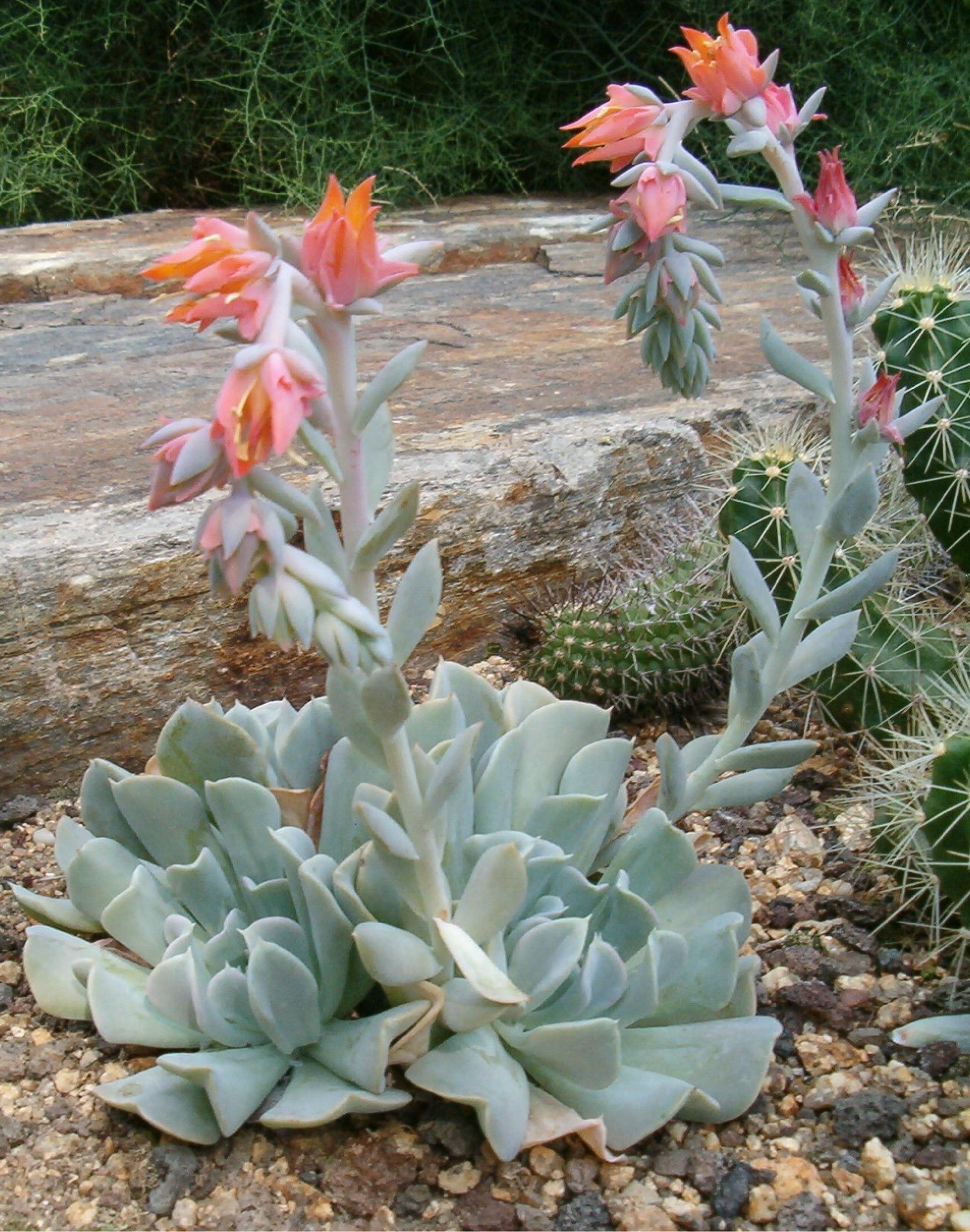
Echeveria runyonii

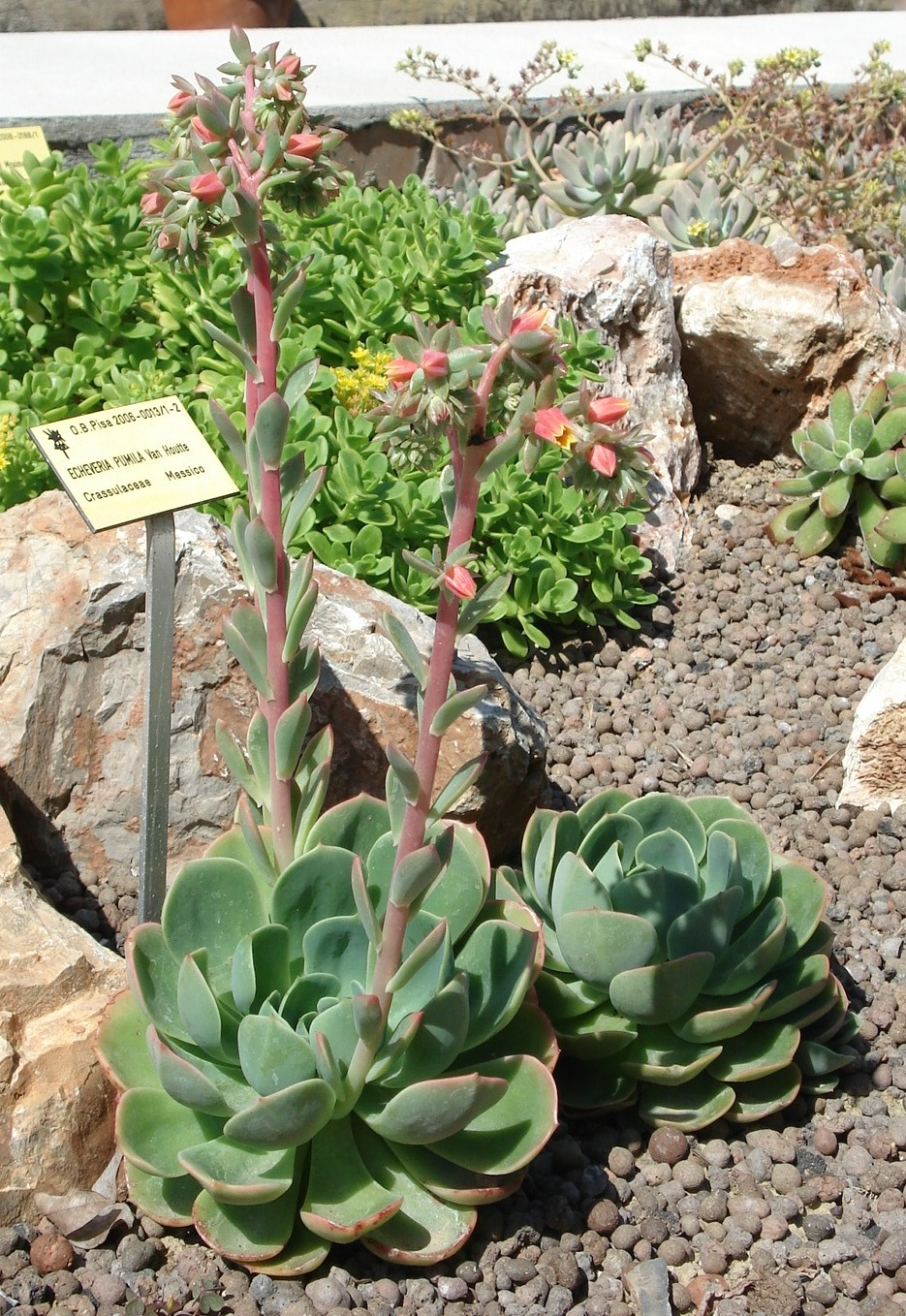
Echeveria secunda-Hybride

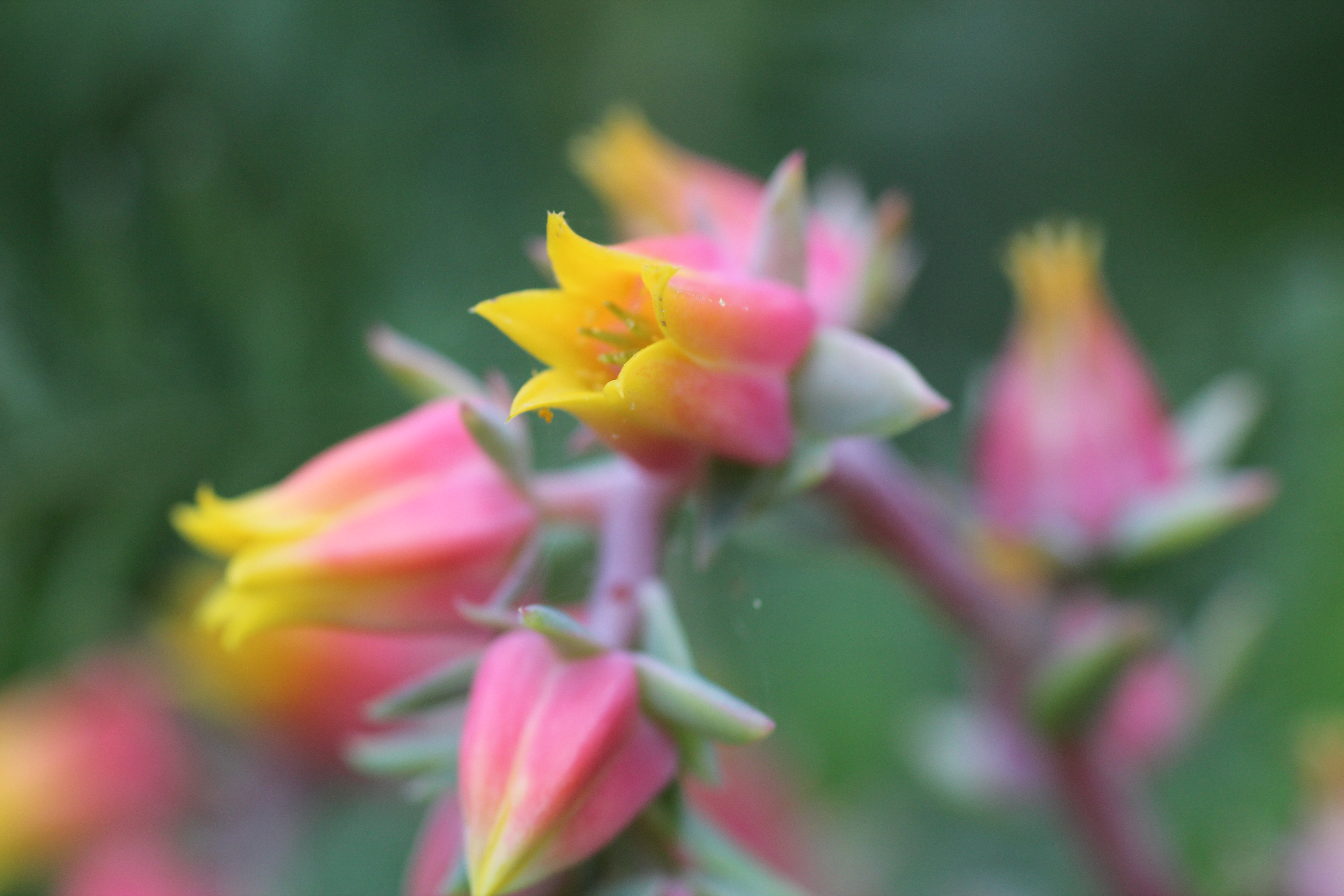
Blüte einer Echeveria secunda-Hybride

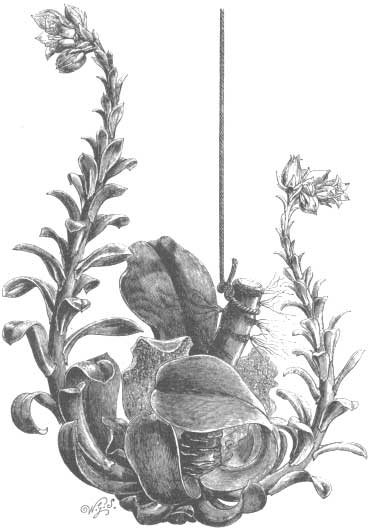
Echeveria ´Stolonifera´, Zeichnung aus The Gardeners Chronicle

Die Erstbeschreibung erfolgte 1828 durch Augustin-Pyrame de Candolle. Als Typusart der Gattung wurde Cotyledon coccinea Cav. bestimmt.
Fraglich ist, ob die Gattung aufrechterhalten werden kann, da sie paraphyletisch und die Blütenform wahrscheinlich nur eine konvergente Entwicklung verschiedener Verwandtschaftskreise ist.
Die Gattung Echeveria enthält etwa 150 Arten. Hier die Artenliste der aktuell anerkannten Arten, wobei nach der Nennung des erstbeschreibenden Botanikers die Daten der Veröffentlichung der Erstbeschreibung aufgeführt sind:
- Echeveria acutifolia Lindl., Edward's Botanical Register 28(new 5): 29, 1842
- Echeveria affinis E.Walther, Cactus & Succulent Journal of America 30(4): 105, figs. 54-55, 1958
- Echeveria agavoides Lem., Illustrations Horticoles 10: Miscellanees 1: 78, 1863
- Echeveria alata Alexander, Cactus & Succulent Journal of America 13: 136, ill., 1941
- Echeveria amoena De Smet, Catalogue 1875 & La Belgique Horticole 25: 216, 1875
- Echeveria amphoralis E.Walther, Cactus & Succulent Journal of America 30(5): 149, ill., 1958
- Echeveria andicola Pino, Haseltonia 11: 98 (-102; figs. 1-11). 2005
- Echeveria angustifolia E.Walther, Echeveria: 211, ill., 1972
- Echeveria atropurpurea (Baker) É.Morren, La Belgique Horticole 24: 156-157, 1874
- Echeveria australis Rose, Bulletin of the New York Botanical Garden 3(9): 6-7, 1903
- Echeveria bakeri Kimnach, Cactus & Succulent Journal of America 63(5): 254-257, ills., 1991
- Echeveria ballsii E.Walther, Cactus & Succulent Journal of America 30(2): 44, ills., 1958
- Echeveria bella Alexander, Cactus & Succulent Journal of America 13: 133, ill., 1941
  - Echeveria bella f. bella
  - Echeveria bella f. major (E.Walther) Kimnach, Haseltonia 5: 51, 1998
- Echeveria bicolor (Kunth) E.Walther, Cactus & Succulent Journal of America 7: 39, 1935
  - Echeveria bicolor var. bicolor
  - Echeveria bicolor var. turumiquirensis Steyerm., Field Museum of Natural History, Botany 28: 244, 1952
- Echeveria bifida Schltdl., Linnaea 13: 411, 1839
- Echeveria calderoniae Pérez-Calix, Acta Botanica Mexicana 38: 9-11, ills., 1997
- Echeveria calycosa Moran, Cactus & Succulent Journal of America 39(1): 14-16, ills., 1967
- Echeveria canaliculata Hook., Curtis' Botanical Magazine 1857, t. 4986, 1857
- Echeveria cante Glass & Mend.-Garc., Cactus & Succulent Journal of America 69(5): 239-243, ills., 1997
- Echeveria carminea Alexander, Cactus & Succulent Journal of America 13: 138, ills., 1941
- Echeveria carnicolor (Baker) É.Morren, La Belgique Horticole 24: 158, 1874
- Echeveria chapalensis Moran & Uhl, Cactaceas y Suculentas Mexicanas 34(2): 27-34, 48, ills., 1989
- Echeveria chazaroi Kimnach, Cactus & Succulent Journal of America 67(2): 81-84, ills., 1995
- Echeveria chiclensis (Ball) A.Berger, in Engler & Prantl: Die naturlichen Pflanzenfamilien 2, 18a: 473, 1930
  - Echeveria chiclensis var. backebergii (Poelln.) Pino, Haseltonia 9: 2002
  - Echeveria chiclensis var. chiclensis
- Echeveria chihuahuaensis Poelln., Fedde's Repertorium Specierum Novarum Regni Vegetabilis 38: 29, 1935
- Echeveria chilonensis (Kuntze) E.Walther, Cactus & Succulent Journal of America 7(3): 40, 1935
- Echeveria coccinea (Cav.) DC., Prodromus 3: 401, 1828
- Echeveria colorata E.Walther, Echeveria: 91, 1972
  - Echeveria colorata f. brandtii (Kimnach) Kimnach, Haseltonia 5: 51, 1998
  - Echeveria colorata f. colorata
- Echeveria compressicaulis Eggli & Taylor, Curtis' Botanical Magazine, ser. nov., 19 (4): 224, ills., 2002
- Echeveria craigiana E.Walther, Cactus & Succulent Journal of America 24(1): 28-29, ills., 1952
- Echeveria crenulata Rose, Contributions from the U. S. National Herbarium 13(9): 295, 1911
- Echeveria cuencaensis Poelln., Fedde's Repertorium Specierum Novarum Regni Vegetabilis 38: 187, 1935
- Echeveria cuicatecana J.Reyes, Joel Pérez & Brachet, Cactaceas y Suculentas Mexicanas 49(3): 80-84, ills., 2004
- Echeveria cuscoensis Pino, W.Galiano & P.Nuñez, Cact. Succ. J. (Los Angeles) 89(2): 52 (2017).
- Echeveria cuspidata Rose, Bulletin of the New York Botanical Garden 3(9): 9, 1903
  - Echeveria cuspidata var. cuspidata
  - Echeveria cuspidata var. gemmula Kimnach, Cactus & Succulent Journal of America 77(1): 28-33, ills., 2005
  - Echeveria cuspidata var. zaragozae Kimnach, Cactus & Succulent Journal of America 77(1): 28-33, ills., 2005
- Echeveria dactylifera E.Walther, Echeveria: 179, ills., 1972
- Echeveria decumbens Kimnach, Cactus & Succulent Journal of America 67(1): 3-5, ills., 1995
- Echeveria derenbergii Purpus, Monatsschrift für Kakteenkunde 31: 8, ill., 1921
- Echeveria diffractens Kimnach & Lau, Cactus & Succulent Journal of America 53(1): 4-7, ills., 1981
- Echeveria elegans Rose, North American Flora 22(1): 22, 1905
- Echeveria eurychlamis (Diels) A.Berger, in Engler & Prantl: Die naturlichen Pflanzenfamilien 2, 18a: 473, 1930
- Echeveria excelsa (Diels) A.Berger, in Engler & Prantl: Die naturlichen Pflanzenfamilien 2, 18a: 473, 1930
- Echeveria expatriata Rose, North American Flora 22(1): 26, 1905
- Echeveria fimbriata Thompson, Transactions of the Academy of Science of St. Louis 20(2): 20, ill., 1911
- Echeveria fulgens Lem., Hortus Vanhoutteanus 1: 8, 1845
  - Echeveria fulgens var. fulgens
  - Echeveria fulgens var. obtusifolia (Rose) Kimnach, Haseltonia 5: 51, 1998
- Echeveria gibbiflora DC., Prodromus 3: 401, 1828
- Echeveria gigantea Rose & Purpus, Contributions from the U. S. National Herbarium 13: 46, t. 12-14, 1910
- Echeveria gilva E.Walther, Cactus & Succulent Journal of America 7: 61, 1935
- Echeveria globuliflora E.Walther, Cactus & Succulent Journal of America 31(1): 24, ill., 1959
- Echeveria globulosa Moran, Cactus & Succulent Journal of America 38(1): 12-14, ill., 1966
- Echeveria goldmanii Rose, North American Flora 22(1): 17, 1905
- Echeveria gracilis Rose ex E.Walther, Cactus & Succulent Journal of America 7: 40, ill., 1935
- Echeveria grisea E.Walther, Cactus & Succulent Journal of America 9: 165, ill., 1938
- Echeveria guatemalensis Rose, Contributions from the U. S. National Herbarium 12(9): 395, t. 47, 1909
- Echeveria halbingeri E.Walther, Cactus & Succulent Journal of America 30(3): 89, ill., 1958
  - Echeveria halbingeri var. goldiana (E.Walther) Kimnach, Haseltonia 5: 51, 1998
  - Echeveria halbingeri var. halbingeri
  - Echeveria halbingeri var. sanchez-mejoradae (E.Walther) Kimnach, Haseltonia 5: 51, 1998
- Echeveria harmsii J.F. Macbr., Field Museum of Natural History, Botany Series 11(1): 22, 1931 (Syn.: Oliveranthus elegans Rose, Oliverella elegans Rose)
- Echeveria helmutiana Kimnach, Cactus & Succulent Journal of America 67(2): 80-81, ills., 1995
- Echeveria heterosepala Rose, Bulletin of the New York Botanical Garden 3(9): 8-9, 1903
- Echeveria hoveyi Rose[4]
- Echeveria humilis Rose, Bulletin of the New York Botanical Garden 3(9): 8, 1903
- Echeveria × imbricata Deleuil ex É.Morren[4]
- Echeveria johnsonii E.Walther, Cactus & Succulent Journal of America 30(2): 46, ill., 1958
- Echeveria juarezensis E.Walther, Cactus & Succulent Journal of America 31: 52, ill., 1959
- Echeveria kimnachii J.Meyrán & Vega, Cactaceas y Suculentas Mexicanas 43(1): 6-9, ills., 1998
- Echeveria laui Moran & J.Meyrán, Cactaceas y Suculentas Mexicanas 21: 57, 59-66, ills., 1976
- Echeveria leucotricha Purpus, Monatsschrift für Kakteenkunde 24: 65, ill., 1914
- Echeveria lilacina Kimnach & Moran, Cactus & Succulent Journal of America 52(4): 175-179, ill., 1980
- Echeveria longiflora E.Walther, Cactus & Succulent Journal of America 31: 101, ill., 1959
- Echeveria longissima E.Walther, Cactus & Succulent Journal of America 9: 147, ill., 1938
  - Echeveria longissima var. aztatlensis J.Meyrán, Cactaceas y Suculentas Mexicanas 27(2): 33-36, ills., 1982
  - Echeveria longissima var. longissima
- Echeveria lozanoi Rose, North American Flora 22(1): 23, 1905
- Echeveria lutea Rose, Journal of the Washington Academy of Sciences 1: 268, 1911
- Echeveria macdougallii E.Walther, Cactus & Succulent Journal of America 30(3): 87, ill., 1958
- Echeveria macrantha Standl. & Steyerm., Field Museum of Natural History, Botanical Series 23(4): 159, 1944
- Echeveria maxonii Rose, Contributions from the U. S. National Herbarium 12(9): 395-396, t. 48, 1909
- Echeveria megacalyx E.Walther, Cactus & Succulent Journal of America 31: 50-51, ills., 1959
- Echeveria minima J.Meyrán, Cactaceas y Suculentas Mexicanas 13: 47-50, 62, [64], ills., 1968
- Echeveria montana Rose, Bulletin of the New York Botanical Garden 3(9): 6, 1903
- Echeveria moranii E.Walther, Echeveria: 347, ill., 1972
- Echeveria mucronata Schltdl., Linnaea 13: 411, 1839
- Echeveria multicaulis Rose, Contributions from the U. S. National Herbarium 8: 294, 1905
- Echeveria nayaritensis Kimnach, Cactus & Succulent Journal of America 51(5): 207-209, ill., 1979
- Echeveria nodulosa (Baker) Ed.Otto, Hamburger Garten- und Blumenzeitung 29: 8, 1873 (Syn.: Cotyledon nodulosa Baker)
- Echeveria nuda Lindl., Gardener's Chronicle: 280, 1856
- Echeveria olivacea Moran, Cactaceas y Suculentas Mexicanas 36(3): 51-55, ills., 1991
- Echeveria oreophila Kimnach, Cactus & Succulent Journal of America 74(6): 290-293, ills., 2002
- Echeveria pachyphytioides De Smet ex É.Morren[4]
- Echeveria pallida E.Walther, Cactus & Succulent Journal of America 10(1): 14, ill., 1938
- Echeveria paniculata Gray, Plantae Wrightianae 1: 76, 1852
  - Echeveria paniculata var. maculata (Rose) Kimnach, Haseltonia 5: 51, 1998
  - Echeveria paniculata var. paniculata
- Echeveria papillosa Kimnach & Uhl, Cactus & Succulent Journal of America 55(1): 27-30, ills., 1983
- Echeveria peacockii Croucher, Gardener's Chronicle, ser. nov. 1: 674, 1874
- Echeveria penduliflora E.Walther, Cactus & Succulent Journal of America 30(5): 151, ill., 1958
- Echeveria pendulosa Kimnach & Uhl, Cactus & Succulent Journal of America 64(4): 200-203, ills., 1992
- Echeveria peruviana Meyen, Reise um die Erde 1: 448, in adnot., 1834
- Echeveria pilosa Purpus, Monatsschrift für Kakteenkunde 27: 146-148, ill., 1917
- Echeveria pinetorum Rose, North American Flora 22(1): 20, 1905
- Echeveria pittieri Rose, Contributions from the U. S. National Herbarium 13(9): 296, 1911
- Echeveria platyphylla Rose, Bulletin of the New York Botanical Garden 3(9): 7, 1903
- Echeveria pringlei (Watson) Rose, Bulletin of the New York Botanical Garden 3(9): 6, 1903
  - Echeveria pringlei var. longisepala Kimnach, Haseltonia 5: 51, 1998
  - Echeveria pringlei var. parva Kimnach, Haseltonia 5: 52, 1998
  - Echeveria pringlei var. pringlei
- Echeveria procera Moran, Cactus & Succulent Journal of America 39(5): 182-185, ills., 1967
- Echeveria prolifica Moran & J.Meyrán, Cactus & Succulent Journal of America 50(6): 289-291, ills., 1978
- Echeveria prunina Kimnach & Moran, Cactus & Succulent Journal of America 53(6): 294-298, ills., 1981
- Echeveria pulchella A.Berger, Gartenflora 53: 206, fig. 31, 1904
- Echeveria pulidonis E.Walther, Echeveria: 122, ill., 1972
- Echeveria pulvinata Rose, Bulletin of the New York Botanical Garden 3(9): 5-6, 1903
- Echeveria pumila Van Houtte[4] (Syn.: Echeveria alpina E.Walther)
- Echeveria purpusorum (Rose) A.Berger, in Engler & Prantl: Die naturlichen Pflanzenfamilien 2, 18a: 476, 1930
- Echeveria quitensis (Kunth) Lindl., Journal of the Horticultural Society of London 7: 268, 1852
  - Echeveria quitensis var. quitensis
  - Echeveria quitensis var. sprucei (Baker) Poelln., Fedde's Repertorium Specierum Novarum Regni Vegetabilis 39: 232, 1936
- Echeveria racemosa Schltdl. & Cham., Linnaea 5: 554, 1830
  - Echeveria racemosa var. citrina Kimnach, Cactus & Succulent Journal of America 56(2): 73-75, ills., 1984
  - Echeveria racemosa var. racemosa
- Echeveria recurvata L.Carruth., Bulletin of the African Succulent Plant Society 9: 50-56, ill., 1974
- Echeveria rodolfi Martinez-Avalos & Mora-Olivo, Acta Botanica Mexicana 52: 43-45, ills., 2000
- Echeveria rosea Lindl., Edward's Botanical Register 28(new 5): t. 22, 1842
- Echeveria rubromarginata Rose, North American Flora 22(1): 23, 1905
- Echeveria runyonii Rose ex E.Walther, Cactus & Succulent Journal of America 7: 69, ill., 1935
- Echeveria sayulensis E.Walther, Echeveria: 151-152, 1972
- Echeveria schaffneri (Watson) Rose, Bulletin of the New York Botanical Garden 3(9): 9-10, 1903
- Echeveria scheeri Lindl., Edward's Botanical Register 31(new 8): t. 27, 1845
- Echeveria secunda Booth, Edward's Botanical Register 24: Misc.: 59, 1838 (Syn.: Cotyledon glauca Baker, Echeveria glauca (Baker) É.Morren)
  - Echeveria secunda f. byrnesii (Rose) Kimnach, Haseltonia 5: 52, 1998
  - Echeveria secunda f. secunda
- Echeveria semivestita Moran, Cactus & Succulent Journal of America 16(2): 60, 174-176, ills., 1954
  - Echeveria semivestita var. floresiana E.Walther, Cactus & Succulent Journal of America 30(4): 107-109, ill., 1958
  - Echeveria semivestita var. semivestita
- Echeveria sessiliflora Rose, North American Flora 22(1): 15, 1905
- Echeveria setosa Rose & Purpus, Contributions from the U. S. National Herbarium 13: 45, ill., 1910
  - Echeveria setosa var. ciliata (Moran) Moran, Cactus & Succulent Journal of America 65(1): 32-33, ills., 1993
  - Echeveria setosa var. deminuta J.Meyrán, Cactaceas y Suculentas Mexicanas 34(4): 75-79, ills., 1989
  - Echeveria setosa var. minor Moran, Cactus & Succulent Journal of America 65(1): 33-35, ills., 1993
  - Echeveria setosa var. oteroi Moran, Cactus & Succulent Journal of America 65(1): 33-34, ills., 1993
  - Echeveria setosa var. setosa
- Echeveria shaviana E.Walther, Echeveria: 270, t. 5, fig. 142, 1972
- Echeveria simulans Rose, North American Flora 22(1): 22, 1905
- Echeveria skinneri E. Walther, Echeveria: 307, ill., 1972
- Echeveria spectabilis Alexander, Cactus & Succulent Journal of America 13: 137, ill., 1941
- Echeveria steyermarkii Standl., Field Museum of Natural History, Bot. Ser. 23(4): 160, 1944
- Echeveria stolonifera (Baker) Ed.Otto, Hamburger Garten- und Blumenzeitung 29: 9, 1873
- Echeveria strictiflora Gray, Plantae Wrightianae 1: 76, 1852
- Echeveria subalpina Rose & Purpus, Contributions from the U. S. National Herbarium 13: 45, ill., 1910
- Echeveria subcorymbosa Kimnach & Moran, Cactus & Succulent Journal of America 66(1): 11-15, ills., 1994
- Echeveria subrigida (B.L.Rob. & Seaton) Rose, Bulletin of the New York Botanical Garden 3(9): 10, 1903 (Syn.: Cotyledon subrigida B.L.Rob. & Seaton)
- Echeveria tenuis Rose, Bulletin of the New York Botanical Garden 3(9): 7-8, 1903
- Echeveria teretifolia DC., Prodromus 3: 401, 1828
- Echeveria tobarensis A.Berger, in Engler & Prantl: Die naturlichen Pflanzenfamilien 2, 18a: 476, 1930
- Echeveria tolimanensis Matuda, Cactaceas y Suculentas Mexicanas 3(2): 31, ill., 1958
- Echeveria tolucensis Rose, North American Flora 22(1): 22, 1905
- Echeveria trianthina Rose, Contributions from the U. S. National Herbarium 12(10): 439-440, t. 78, 1909
- Echeveria turgida Rose, North American Flora 22(1): 21, 1905
- Echeveria uhlii J.Meyrán, Cactaceas y Suculentas Mexicanas 37(4): 79-82, ills., 1992
- Echeveria unguiculata Kimnach, Cactus & Succulent Journal of America 76(2): 93-94, ills., 2004
- Echeveria utcubambensis Hutchison ex Kimnach, Cactus & Succulent Journal of America 74(6): 287-290, ills., 2002
- Echeveria valvata Moran, Cactus & Succulent Journal of America 35: 152, ill., 1963
- Echeveria viridissima E.Walther, Cactus & Succulent Journal of America 31(1): 22, ill., 1959
- Echeveria walpoleana Rose, Contributions from the U. S. National Herbarium 8: 295, 1905
- Echeveria waltheri Moran & J.Meyrán, Cactaceas y Suculentas Mexicanas 6: 77, 79-85, ills., 1961
- Echeveria westii E.Walther, Echeveria: 361, 1972
- Echeveria whitei Rose, Addisonia 10(3): 47, t. 344, 1925
- Echeveria wurdackii Hutchison ex Kimnach, Cactus & Succulent Journal of America 74(6): 285-286, 2002

## Nutzung
Viele Arten dieser Gattung sind als sukkulente Zierpflanzen in Kultur, hauptsächlich wegen der hübsch gefärbten Blattrosetten.